# الملاعب (عزبة)
الملاعب عزبة تابعة لقرية منشأة علي أغا بالوحدة المحلية لقرية كنيسة الصرادوسي، التابعة لمركز دسوق، التابع لمحافظة كفر الشيخ في جمهورية مصر العربية.